# Люткевич, Александр Григорьевич
Алекса́ндр Григо́рьевич Лютке́вич  (1867—1928) — российский врач, офтальмолог, профессор Московского университета.

## Биография

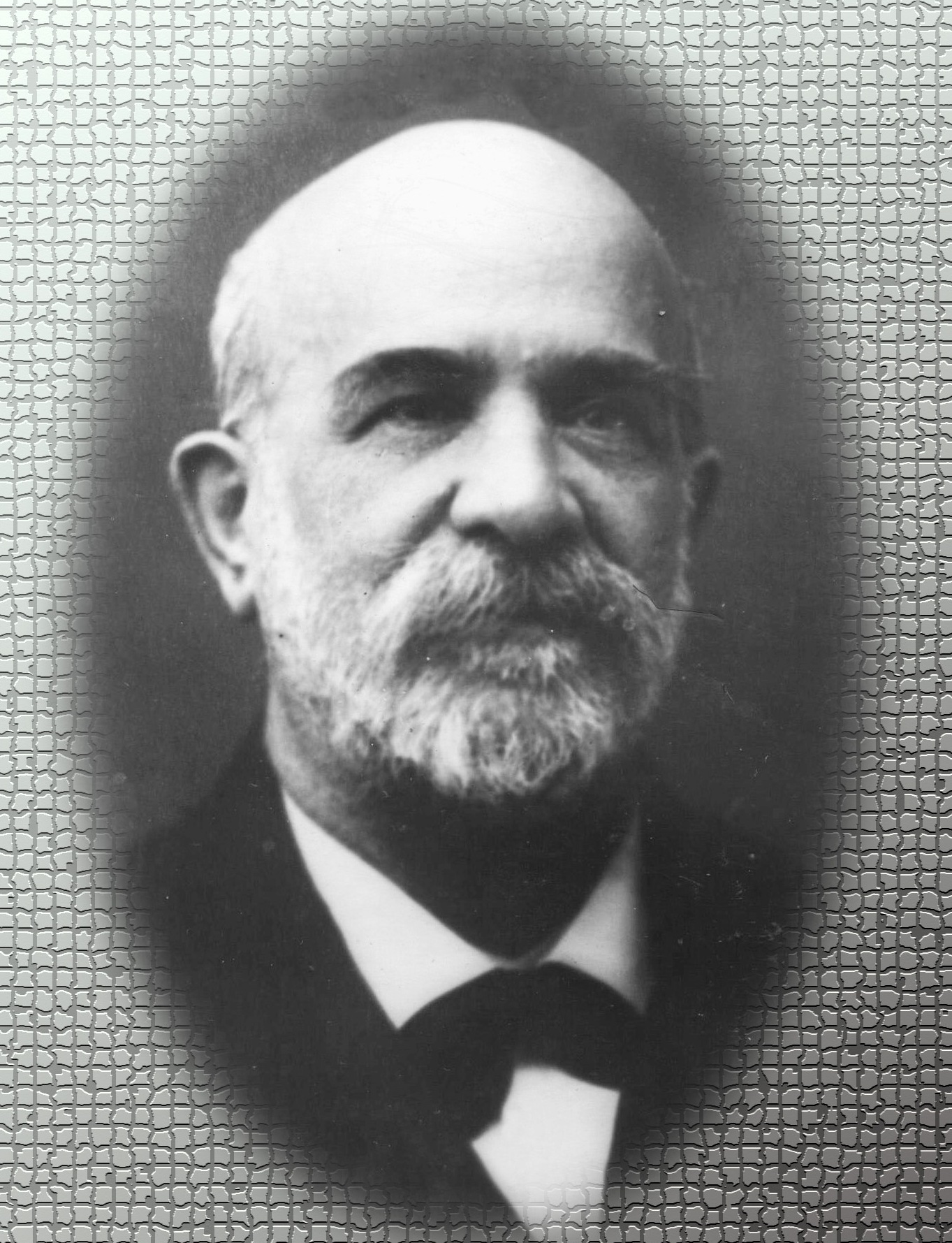
А. Г. Люткевич

Родился в 1867 году в городе Александровске Екатеринославской губернии (ныне Запорожье на Украине). В 1888 году окончил Екатеринославскую гимназию и поступил на медицинский факультет Московского университета. По окончании его работал сверхштатным ординатором в глазном клиническом отделении бывшей Ново-Екатерининской больницы у профессора А. А. Крюкова; после того, как Крюков был назначен директором глазной клиники Московского университета на Девичьем поле, он пригласил в 1897 году к себе А. Г. Люткевича. Он был утверждён сверхштатным ассистентом, а после отъезда в 1903 году С. С. Головина в Новороссийский университет — штатным ассистентом клиники.
С 1895 по 1899 год, Люткевич заведовал глазными отрядами в Костромской, Рязанской и Симбирской губерниях .
В 1904 году он защитил диссертацию на степень доктора медицины на тему «Результаты оперативного лечения высокой близорукости по данным глазной клиники Московского университета». В этот период офтальмологи всего мира были увлечены хирургическим лечением высокой близорукости путём удаления прозрачного хрусталика. Этот способ как весьма опасный был впоследствии отвергнут в медицине. В клинике Московского университета были обследованы 65 пациентов (110 глаз) с высокой степенью миопии (от 8,0 до 35,0 дптр), произведена 341 операция. Послеоперационный период наблюдения длился от 2 до 11 лет. В своей диссертации Люткевич, обобщив материалы наблюдений, обратил внимание, что существует наследственная предрасположенность к этой болезни. Он высказал мнение, что показанием к операции может служить только целесообразность её проведения, поскольку в оперированном глазу с высокой степенью миопии во многих случаях может возникнуть отслойка сетчатки. В ноябре 1904 года он получил звание приват-доцента по кафедре офтальмологии и стал читать факультативный курс «Практических упражнений по оперативной офтальмологии и офтальмоскопии», затем — обязательный «Систематический курс глазных болезней». С октября 1908 года, после смерти профессора А. А. Крюкова, по поручению факультета он читал обязательный «Клинический курс глазных болезней» для студентов 5-го курса.
С 1904 по 1908 год А. Г. Люткевич состоял секретарём редакции журнала «Вестник офтальмологии».
Под руководством профессора Ф. О. Евецкого он успешно изучил курс патологической анатомии глаза и в 1908 году был направлен Московским университетом в научную заграничную командировку, где под руководством немецкого профессора Т. Аксенфельда изучал бактериологию глазных болезней.
С 1911 по 1918 год А. Г. Люткевич занимал должность профессора и руководителя кафедры глазных болезней в Юрьевском университете. В 1918 году Юрьевский университет был переведён в Воронеж, где Люткевич был избран деканом медицинского факультета создаваемого Воронежского университета. Из оккупированного немцами Юрьева Люткевичу удалось вывезти часть библиотеки университета, где были русские и иностранные журналы, многотомные руководства и монографии, а также литература по смежным специальностям. Во время Великой Отечественной войны эта библиотека погибла.
С 1925 года являлся членом редакционной коллегии журнала «Архив офтальмологии», издававшегося Главнаукой в Москве.
А. Г. Люткевич — автор 23 научных работ. Им также были отредактированы и дополнены четыре издания (8—11) «Курса глазных болезней» профессора А. А. Крюкова. В одном из этих изданий (9-м) он совершенно переработал отдел «рефракция и аккомодация глаза и их аномалии».
А. Г. Люткевич состоял членом-учредителем, а после и председателем Общества глазных врачей в Москве. В Юрьеве и Воронеже он был председателем Медицинского общества имени Н. И. Пирогова. Также он был инициатором создания и председателем Воронежского филиала Всероссийского научного офтальмологического общества (с 1924).
Умер А. Г. Люткевич 18 апреля 1928 года.
Сын, Григорий Александрович Люткевич, в течение 27 лет заведовал глазным отделением Ставропольской краевой клинической больницы, получил звание заслуженного врача республики. Внук, Василий Григорьевич Люткевич, также стал врачом.